# Four Seasons Hotel Cairo at The First Residence
Le Four Seasons Hotel Cairo at The First Residence est un hôtel de 102 mètres de hauteur construit au Caire en Égypte en 1996. Il abrite sur 30 étages un hôtel de la chaîne Four Seasons Hotels and Resorts avec 271 chambres.
L'hôtel est situé au bord de la rive gauche du Nil, à 5 kilomètres du centre du Caire. Il offre une vue sur les grandes pyramides.
L'immeuble a coûté 8 millions de $.